# Gladiolus gregarius
Gladiolus gregarius là một loài thực vật có hoa trong họ Diên vĩ. Loài này được Welw. ex Baker miêu tả khoa học đầu tiên năm 1878.